# Dan Collette
Dan Colette (Lussemburgo, 2 aprile 1985) è un ex calciatore lussemburghese, di ruolo attaccante.

## Carriera

### Club
Ha sempre giocato nel campionato lussemburghese.

### Nazionale
Ha esordito in Nazionale nel 2004.